# Robert Fergusson
Robert Fergusson (Edimburgo, 5 settembre 1750 – Edimburgo, 16 ottobre 1774) è stato un poeta scozzese.
Tra i suoi ammiratori vi fu Robert Burns.

## Biografia

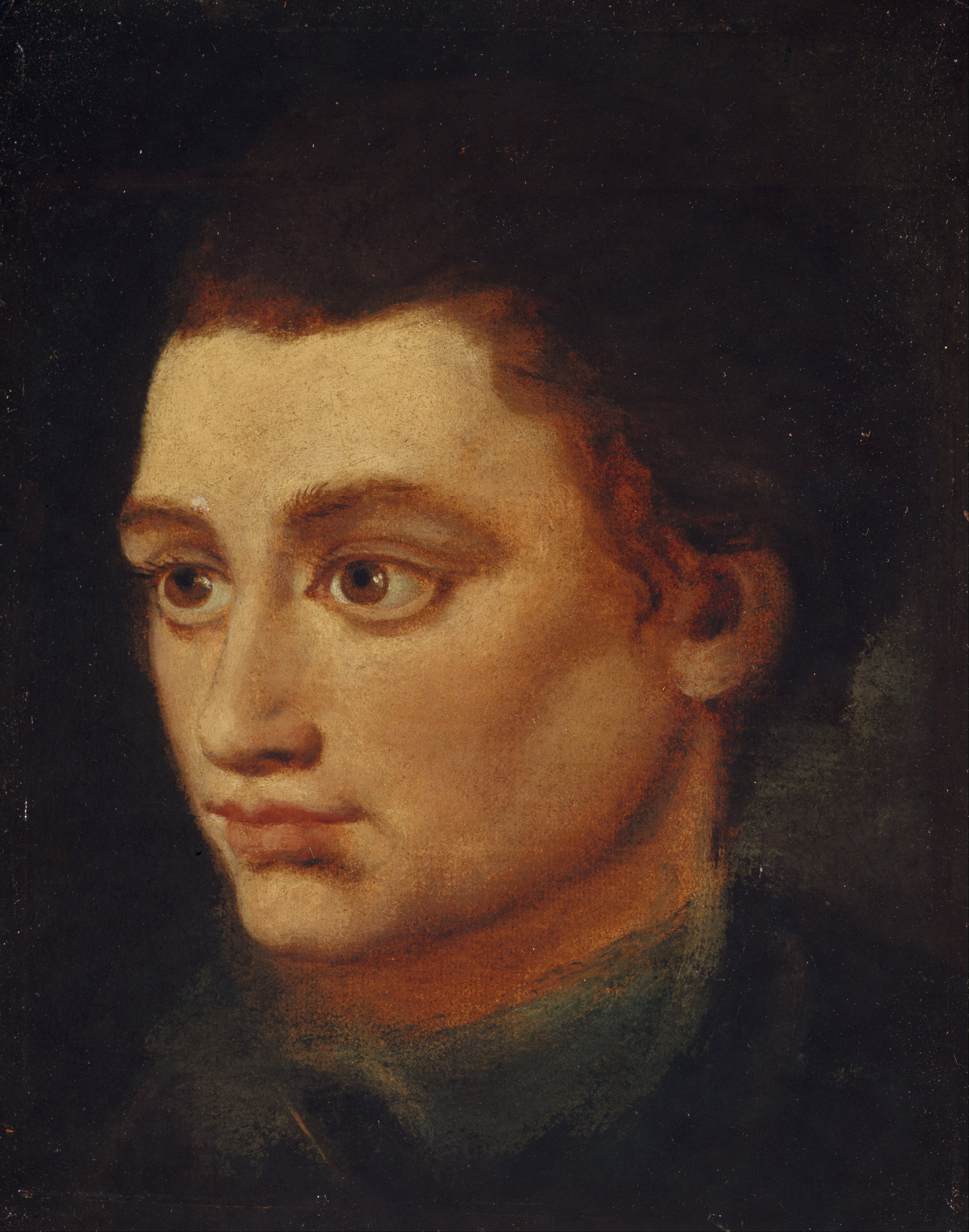
Robert Fergusson, ritratto di Alexander Runciman

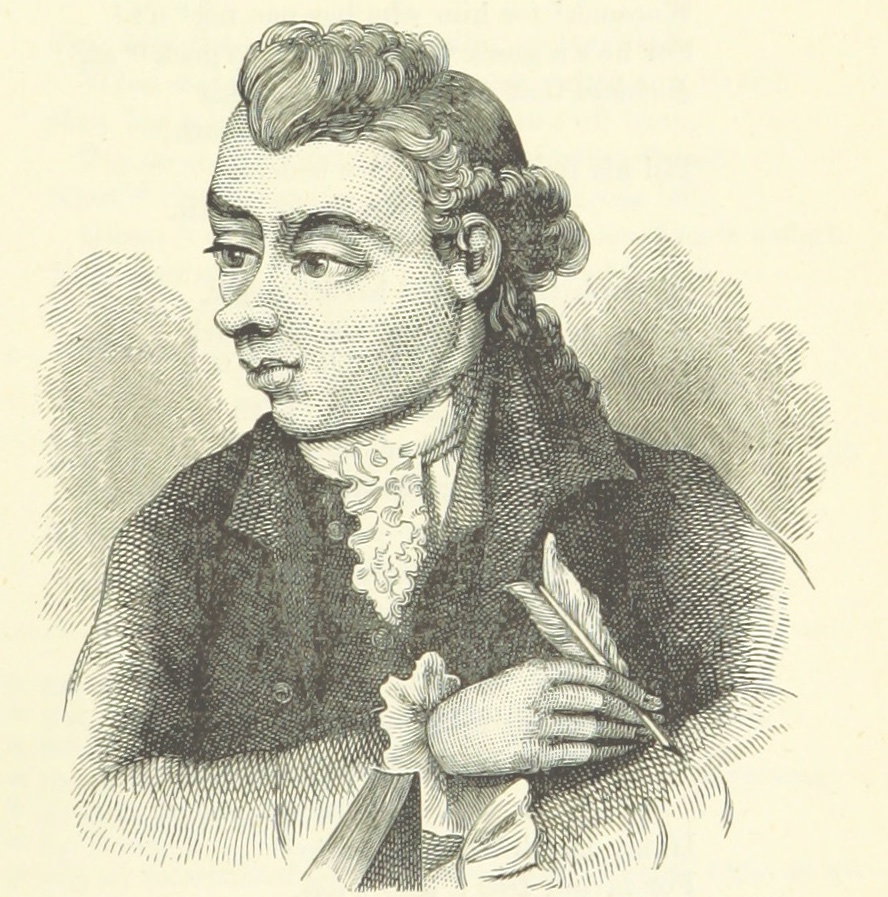
Disegno di Fergusson utilizzato nella Cassell's Library of English Literature

Robert era il terzo e ultimo figlio; i suoi genitori erano originari di Aberdeen.
Dopo aver seguito un corso di studio alla Royal High School e alla High School di Dundee, s'iscrisse come matricola all'Università di Saint Andrews, ma non riuscì a completare gli studi e anzi condusse essenzialmente una vita e una breve carriera da bohème, angustiato da gravi problemi mentali, segnata da crisi depressive croniche e dai suoi ricoveri, dapprima nell'ospedale per malattie mentali di Newcastle upon Tyne e poi in quello della sua città natale, dove morì all'età di soli ventiquattro anni.
Nel maggio del 1768 Fergusson ritornò ad Edimburgo per assistere la madre in difficoltà dopo la morte del marito. Fergusson svolse in quegli anni il mestiere di copista, lo stesso del padre, che gli concesse tempo libero da dedicare alla poesia.
Le sue opere furono scritte sia in lingua inglese sia in lingua scozzese.
La sua prima opera fu un'elegia satirica dedicata ad un insegnante di matematica, ma si dovette attendere il 1771 quando il Ruddiman's Weekly Magazine iniziò a pubblicare gran parte del suo lavoro, ottenendo buoni riscontri sia del pubblico sia della critica.
Verso la metà del 1773 il poeta si preparò alla pubblicazione del Auld Reekie ("La vecchia fumosa"), ora riconosciuto come uno dei suoi capolavori, definibile come un vivido ritratto cittadino. Il titolo "La vecchia fumosa" era riferito alla città di Edimburgo. Nello stesso periodo Fergusson incominciò a dedicarsi alle traduzioni delle opere di Virgilio.
Nel 1774 subì una ferita alla testa in circostanze poco chiare (secondo il suo epitaffio, cadde dalle scale); ricoverato in ospedale, morì improvvisamente qualche settimana dopo. 
Intorno al 1779 venne pubblicato postumo il volume intitolato Poems on Various Subjects ("Poesie su argomenti vari"), contenente varie composizioni quali The Gowdspink ("Il cardellino") e To the Bee ("All'ape"), ispirate da un suo soggiorno presso la fattoria di uno zio.
Fergusson fu membro del Easy Club e partecipò alla riunioni del gruppo di artisti e letterati svolte presso la taverna di Craig Close.
Assieme ad Allan Ramsay (1686-1758), le opere di Fergusson segnarono la rinascita della tradizione poetica scozzese, improntate da una matrice sia urbana sia pastorale. Tra i seguaci di Fergusson si possono annoverare Robert Burns, Robert Garioch e Sydney Goodsir Smith.
Fergusson ebbe un'importante influenza anche nel campo della medicina; infatti le circostanze della sua morte, probabilmente a causa di un trauma cranico provocato dalla caduta dalle scale, indussero il giovane dottore Andrew Duncan (1744-1828) a rivedere le pratiche sui trattamenti psichiatrici utilizzati a quel tempo.